# Pietro II di Cipro
Pietro II di Cipro, o Pietrino anche Pietro di Lusignano, detto il Grosso (Nicosia, 1357 – Nicosia, 13 ottobre 1382), fu conte di Tripoli, dal 1359 al 1372, re di Cipro e re titolare di Gerusalemme, dal 1369 fino alla sua morte.

## Biografia

### Infanzia

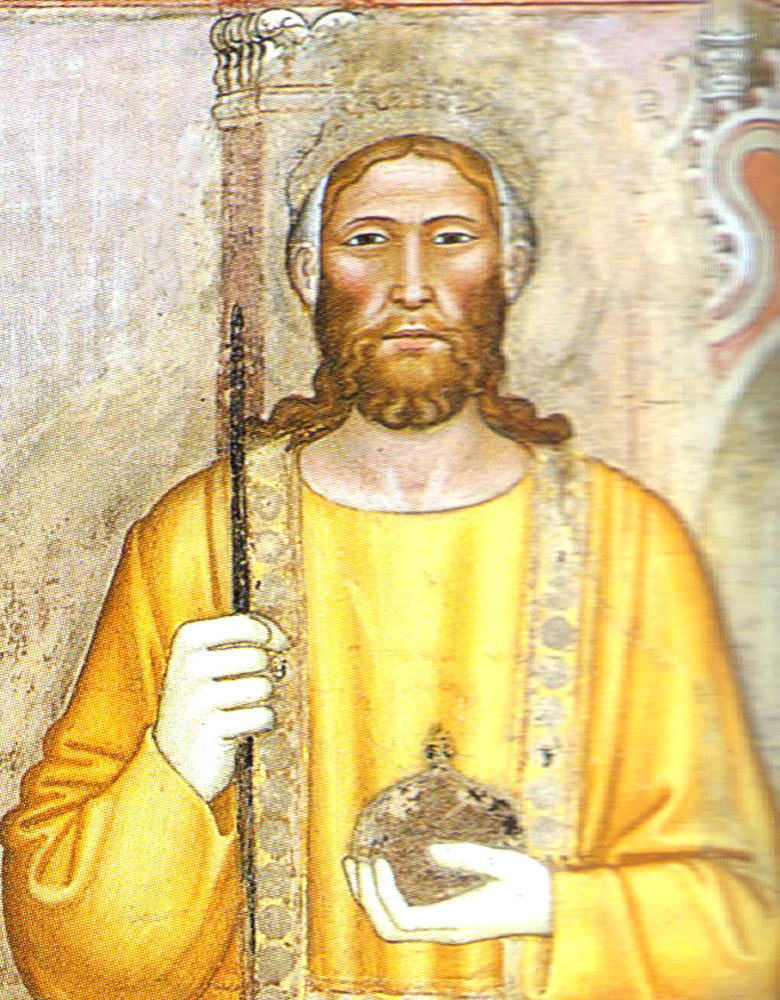
Ritratto di Pietro I di Lusignano di Andrea di Bonaiuto.
Affresco del Cappellone degli Spagnoli della Basilica di Santa Maria Novella, Firenze, 1366

Sia secondo Les familles d'outre-mer, sia secondo la Chroniques d'Amadi et de Strambaldi. T. 1, Pietro era l'unico figlio maschio del re di Cipro e di Gerusalemme, Pietro I di Cipro (1328–1369) e di Eleonora d'Aragona (1333–1416), che, ancora secondo Les familles d'outre-mer, che ancora secondo Les familles d'outre-mer, era figlia dell'infante Pietro d'Aragona e Angiò (settimo figlio (quarto maschio) del re d'Aragona e di Valencia, Conte di Barcellona e delle altre contee catalane Giacomo II il Giusto e di Bianca di Napoli, figlia del re di Napoli, Carlo lo Zoppo e di Maria D'Ungheria), conte di Ribagorza e di Empúries, Conte di Prades e Signore di Dénia e Gandía e Siniscalco di Catalogna, e di Giovanna di Foix-Béarn (?-ca. 1358), figlia del conte di Foix e visconte di Béarn, Gastone I di Foix-Béarn e di Giovanna d'Artois.
Sia secondo Les familles d'outre-mer, sia secondo la Chroniques d'Amadi et de Strambaldi. T. 1, Pietro I di Cipro era il figlio secondogenito del re di Cipro (Ugo III) e di Gerusalemme Ugo IV (1294 – 1359) e di Alice d'Ibelin (1305 c. – 1386), che, ancora secondo Les familles d'outre-mer, che secondo la Chroniques d'Amadi et de Strambaldi. T. 1, era figlia di Guido d'Ibelin, signore del castello di Nicosia, siniscalco di Cipro e della moglie, nonché cugina, Isabella o Margherita d'Ibelin.

### Ascesa

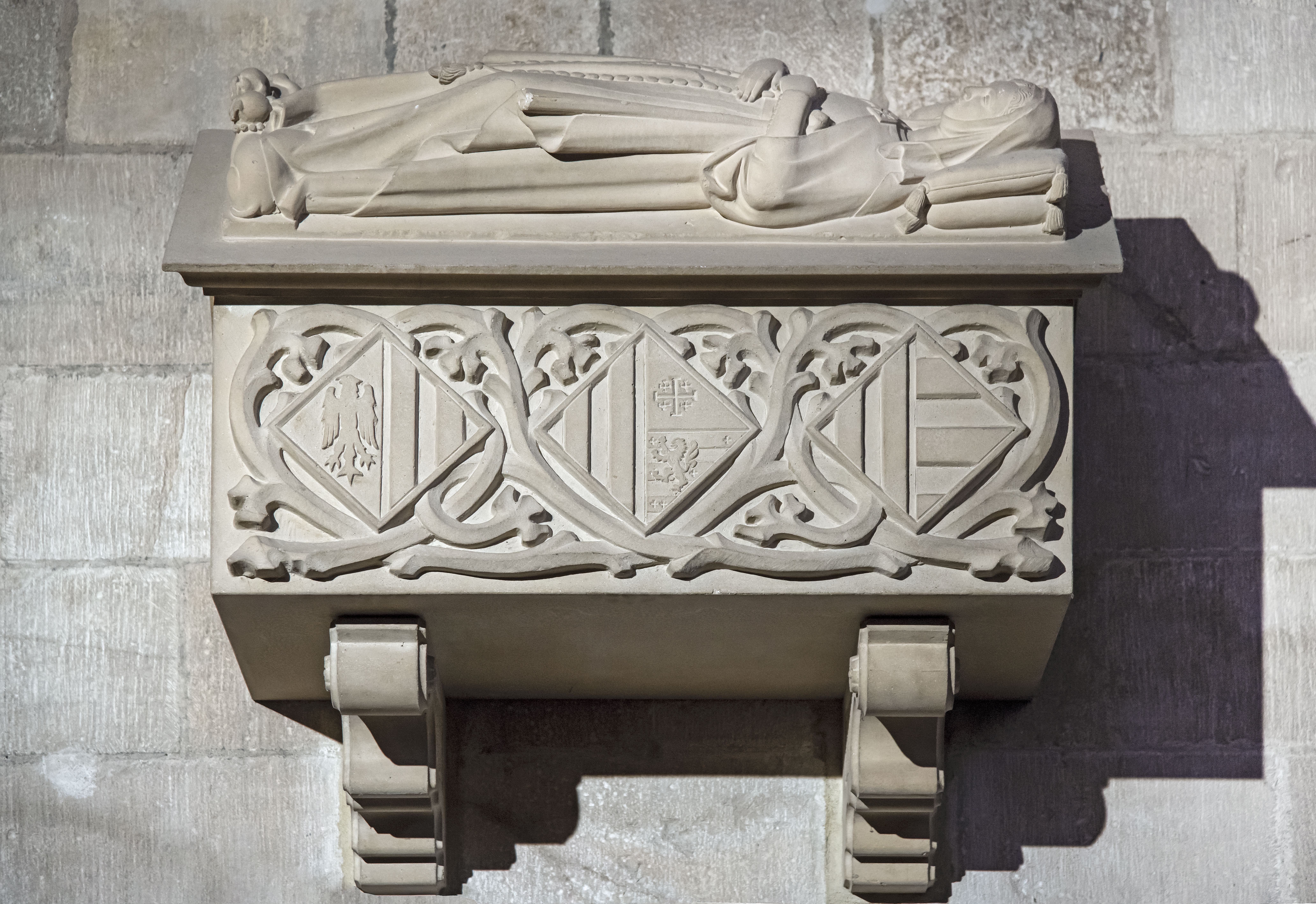
La tomba di Eleonora d'Aragona nella Cattedrale di Barcellona

Il 17 gennaio 1369, suo padre, Pietro I, fu sorpreso nel letto dell'amante Eschiva di Scandelion dai cavalieri Giovanni di Gaurelle, Enrico di Giblet (Jubail) e Filippo d'Ibelin, che lo ferirono gravemente a colpi di spada, e subito dopo fu decapitato, probabilmente con la complicità dei suoi stessi fratelli Giovanni, principe di Antiochia (c.a 1329 – 1375) e Giacomo, che, pur presenti in casa, non fecero nulla per aiutarlo.
L'omicidio di Pietro viene confermato da Les familles d'outre-mer, e narrato sia dalla Chroniques d'Amadi et de Strambaldi. T. 1 sia dalla Chronique de l'Île de Chypre.
A Pietro I succedette Pietro, come Pietro II, sotto la tutela della madre, Eleonora, e la reggenza dello zio, Giovanni.
Pietro II, nel 1371 raggiunse la maggior età e il 18 dicembre ricevette il riconoscimento formale della sua dignità.

### Regno

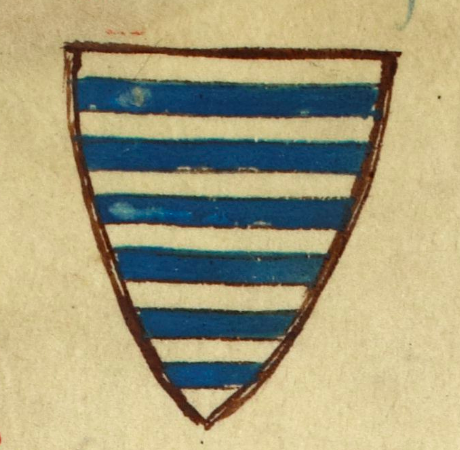
Lo stemma dei Lusignano nellHistoria anglorum

Pietro II fu incoronato a Nicosia il 13 gennaio del 1372 re di Cipro e il 2 ottobre dello stesso anno a Famagosta come re di Gerusalemme.
Il giorno dell'incoronazione scoppiò una rissa fra genovesi e veneziani: il bailo veneziano e il podestà genovese si disputarono l'onore di tenere la briglia destra del destriero del re durante la cerimonia. Dietro questa controversia si celava in realtà la lotta fra le due repubbliche marinare italiane per conquistare il diritto a stabilire un protettorato sul regno di Cipro. Vi furono scontri fra cittadini e mercanti delle due repubbliche rivali, con morti e feriti, per le strade di Famagosta il giorno stesso della cerimonia. La spuntarono i veneziani, in quanto i genovesi coinvolti furono ritenuti responsabili degli incidenti e incarcerati e in un secondo tempo liberati.
Nel contempo, la regina madre, Eleonora, inviò parecchie lettere al papa e ai potenti in occidente per lamentarsi della cattiva condotta dei nobili ciprioti, sia per l'omicidio del marito, e sia per il fatto che il figlio, Pietro II, nonostante fosse stato incoronato re, non era libero di destinare i feudi del regno, senza l'approvazione dei nobili.
Una parte di genovesi che dimoravano a Cipro, ritornarono a Genova con familiari e averi, lamentandosi del trattamento ricevuto; questo fornì il pretesto alla Repubblica di Genova per un intervento, anche perché, con l'appoggio di Papa Gregorio XI, la regina madre, Eleonora, per vendicare la morte del marito e per aiutare il figlio a regnare, aveva invitato i genovesi a invadere Cipro.
I genovesi inviarono una squadra navale al comando di Pietro di Campofregoso, fratello del doge di Genova Domenico Fregoso, che assunse rapidamente il controllo dell'isola e le impose un protettorato economico, e, con l'aiuto del tradimento di Giovanni di Morf, occuparono nel 1373 la città portuale di Famagosta e, quando nel 1374, lasciarono l'isola, misero in prigione, a Genova, Giacomo di Lusignano.
In quello stesso anno, la regina madre, Eleonora, assieme a Pietro II, per vendicare l'assassinio di Pietro I, tese un tranello e favorì l'omicidio dell'altro cognato Giovanni nel 1374.
Nel 1378, Pietro II cercò di riprendere (senza successo) Famagosta, attaccandola dal mare.

### Matrimonio

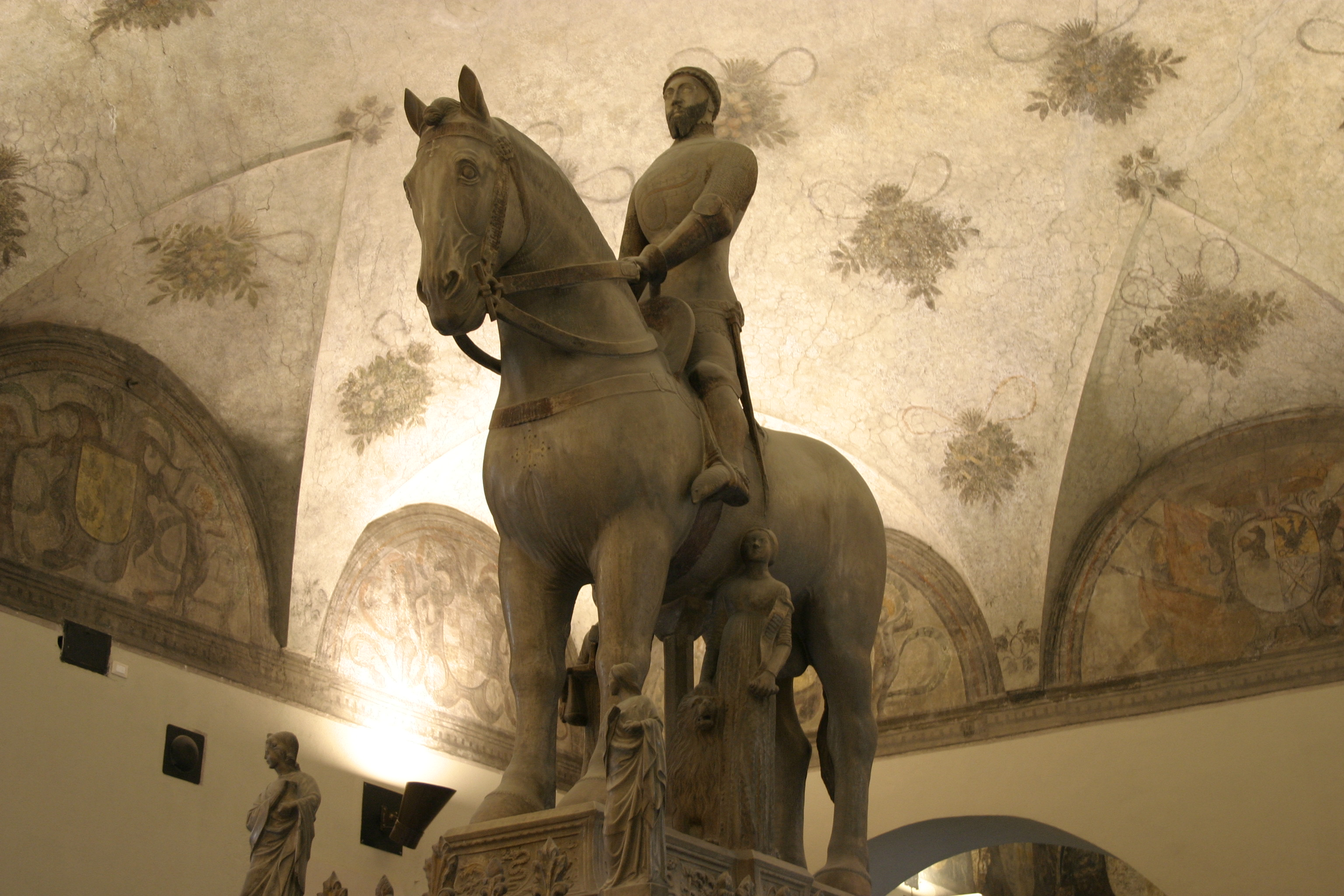
Bonino da Campione
Monumento equestre di Bernabò Visconti, 1363
Museo d'Arte Antica, Castello Sforzesco, Milano

Nel 1372, a Pietro II erano stati proposti due matrimoni: prima con la figlia secondogenita di Giovanni di Morf, poi con la figlia di Giacomo di Nores, che il re rifiutò, causa l'imminente guerra contro i genovesi.
Per sbarazzarsi dei genovesi, Pietro II negoziò con Bernabò Visconti, signore di Milano, che era in grado di attaccare Genova e ne sposò la figlia Valentina (1357 – 1393); il matrimonio ebbe luogo a Milano, per procura, il 2 aprile 1376, come ci viene confermato dal documento n° CXXIII dei Documenti diplomatici tratti dagli Archivj Milanesi, Volume 1, datato 4 aprile 1376, e a Nicosia, in persona nell'estate del 1378, in quanto secondo gli Annales Mediolanenses, Valentina si imbarcò a Venezia per Cipro, nel 1378, con un grande seguito e numerosi bagagli.
Dopo che, nel 1378 a Cipro era arrivata la moglie di Pietro II, Valentina Visconti, iniziarono dissapori e discussioni tra la moglie e la madre di Pietro II, e, dato che i rapporti tra le due donne erano sempre molto tesi, nel 1380, Pietro II decise di rinviare in Catalogna la madre Eleonora che si imbarcò su una nave inviata dal cugino di Eleonora, re, Pietro IV di Aragona.

### Ultimi anni e morte
Il regno di Pietro II vide il proprio declino. I possedimenti in Asia minore, specificatamente la città di  Antalia, furono persi, poiché Pietro II volle cederli all'emiro Teke.
Pietro II riuscì a concludere il patto con il Sultano d'Egitto, cosa che non era pienamente riuscita al padre. Fece inoltre fortificare la città di Nicosia.
Pietro II, nel 1382 si ammalò e morì, il 13 ottobre, e fu tumulato nella chiesa di San Domenico a Nicosia; anche il Chronicon Regiense riporta la morte di Pietro II in quella data.
Sempre il Chronicon Regiense, riporta che la figlia fu esclusa dalla successione e fu designato alla successione lo zio, Giacomo, che era in carcere a Genova; Giacomo fu liberato, nel 1385, dopo che erano stati liberati i genovesi detenuti a Cipro e dopo che Giacomo aveva confermato ai genovesi il possesso di Famagosta

## Discendenza
Pietro da Valentina ebbe una figlia:
- Figlia di cui non si conosce il nome († dopo il 1382), di cui non si hanno altre notizie; solo che secondo il Chronicon Regiense, fu l'unica discendente di Pietro II, che fu esclusa dalla successione, in quanto femmina[35].

## Ascendenza
|                                         |                                       |                                       | Genitori                                |  |  | Nonni |  |  | Bisnonni                     |  |  | Trisnonni            |  |
|                                         |                                       |                                       |                                         |  |  |       |  |  | Guido, connestabile di Cipro |  |  | Ugo III, re di Cipro |  |
|                                         |                                       |                                       |                                         |  |  |       |  |  | Guido, connestabile di Cipro |  |  | Ugo III, re di Cipro |  |
|                                         |                                       | Isabella d'Ibelin                     |                                         |  |  |       |  |  | Guido, connestabile di Cipro |  |  |                      |  |
| Ugo IV, re di Cipro                     |                                       |                                       |                                         |  |  |       |  |  | Guido, connestabile di Cipro |  |  |                      |  |
|                                         |                                       | Eschiva d'Ibelin                      | Giovanni II d'Ibelin, signore di Beirut |  |  |       |  |  |                              |  |  |                      |  |
|                                         |                                       | Eschiva d'Ibelin                      | Giovanni II d'Ibelin, signore di Beirut |  |  |       |  |  |                              |  |  |                      |  |
|                                         |                                       | Eschiva d'Ibelin                      | Alice de la Roche                       |  |  |       |  |  |                              |  |  |                      |  |
| Pietro I, re di Cipro                   |                                       | Eschiva d'Ibelin                      |                                         |  |  |       |  |  |                              |  |  |                      |  |
|                                         |                                       | Guido d'Ibelin, signore di Nicosia    | Baliano d'Ibelin                        |  |  |       |  |  |                              |  |  |                      |  |
|                                         |                                       | Guido d'Ibelin, signore di Nicosia    | Baliano d'Ibelin                        |  |  |       |  |  |                              |  |  |                      |  |
|                                         |                                       | Guido d'Ibelin, signore di Nicosia    | Alice di Lampron                        |  |  |       |  |  |                              |  |  |                      |  |
| Alice d'Ibelin                          |                                       | Guido d'Ibelin, signore di Nicosia    |                                         |  |  |       |  |  |                              |  |  |                      |  |
|                                         |                                       | Isabella d'Ibelin                     | Baldovino d'Ibelin                      |  |  |       |  |  |                              |  |  |                      |  |
|                                         |                                       | Isabella d'Ibelin                     | Baldovino d'Ibelin                      |  |  |       |  |  |                              |  |  |                      |  |
|                                         |                                       | Isabella d'Ibelin                     | Margherita Embriaco di Gibelletto       |  |  |       |  |  |                              |  |  |                      |  |
| Pietro II, re di Cipro                  |                                       | Isabella d'Ibelin                     |                                         |  |  |       |  |  |                              |  |  |                      |  |
|                                         | Giacomo II, re della Corona d'Aragona | Pietro III, re della Corona d'Aragona |                                         |  |  |       |  |  |                              |  |  |                      |  |
|                                         | Giacomo II, re della Corona d'Aragona | Pietro III, re della Corona d'Aragona |                                         |  |  |       |  |  |                              |  |  |                      |  |
|                                         | Giacomo II, re della Corona d'Aragona | Costanza II, regina di Sicilia        |                                         |  |  |       |  |  |                              |  |  |                      |  |
| Pietro IV d'Aragona, conte di Ribagorza | Giacomo II, re della Corona d'Aragona |                                       |                                         |  |  |       |  |  |                              |  |  |                      |  |
|                                         |                                       | Bianca di Napoli                      | Carlo II, re di Napoli                  |  |  |       |  |  |                              |  |  |                      |  |
|                                         |                                       | Bianca di Napoli                      | Carlo II, re di Napoli                  |  |  |       |  |  |                              |  |  |                      |  |
|                                         |                                       | Bianca di Napoli                      | Maria d'Ungheria                        |  |  |       |  |  |                              |  |  |                      |  |
| Eleonora d'Aragona                      |                                       | Bianca di Napoli                      |                                         |  |  |       |  |  |                              |  |  |                      |  |
|                                         |                                       | Gastone I, conte di Foix              | Ruggero Bernardo III, conte di Foix     |  |  |       |  |  |                              |  |  |                      |  |
|                                         |                                       | Gastone I, conte di Foix              | Ruggero Bernardo III, conte di Foix     |  |  |       |  |  |                              |  |  |                      |  |
|                                         |                                       | Gastone I, conte di Foix              | Margherita, viscontessa di Béarn        |  |  |       |  |  |                              |  |  |                      |  |
| Giovanna di Foix                        |                                       | Gastone I, conte di Foix              |                                         |  |  |       |  |  |                              |  |  |                      |  |
|                                         |                                       | Giovanna d'Artois                     | Filippo d'Artois                        |  |  |       |  |  |                              |  |  |                      |  |
|                                         |                                       | Giovanna d'Artois                     | Filippo d'Artois                        |  |  |       |  |  |                              |  |  |                      |  |
|                                         |                                       | Giovanna d'Artois                     | Bianca di Bretagna                      |  |  |       |  |  |                              |  |  |                      |  |
|                                         |                                       | Giovanna d'Artois                     |                                         |  |  |       |  |  |                              |  |  |                      |  |

### Fonti primarie
- (IT)  Chroniques d'Amadi et de Strambaldi. T. 1.
- (IT)  Chronique de l'Île de Chypre.
- (LA)  Rerum Italicarum scriptores, tomus XVI.
- (LA)  Rerum Italicarum scriptores, tomus XVIII.
- (LA)  Documenti diplomatici tratti dagli Archivj Milanesi, Volume 1.

### Letteratura storiografica
- (FR)  Les familles d'outre-mer.
- (FR)  René Grousset, L'Empire du Levant : Histoire de la Question d'Orient, 1949